# Sperchon jasperensis
Sperchon jasperensis är en kvalsterart som beskrevs av Marshall 1929. Sperchon jasperensis ingår i släktet Sperchon och familjen Sperchonidae. Inga underarter finns listade i Catalogue of Life.